# Densité d'activité humaine
 (décembre 2018).
Si vous disposez d'ouvrages ou d'articles de référence ou si vous connaissez des sites web de qualité traitant du thème abordé ici, merci de compléter l'article en donnant les références utiles à sa vérifiabilité et en les liant à la section « Notes et références ».
La densité d’activité humaine ou DAH, expression parfois raccourcie en densité humaine, est un indicateur sociologique qui se définit comme la somme, sur une surface donnée, de la population et des emplois qu’elle héberge, et divisée par ladite surface.